# Илектра Драку
Илѐктра Дра̀ку (на гръцки: Ηλέκτρα Δράκου) e гръцка просветна деятелка и революционерка от Македония.

## Биография
Родена е в южномакедонското градче Катерини. Баща ѝ е деец на гръцката въоръжена пропаганда в Македония и е убит от български комити. Илектра Драку завършва солунското женско училище и е назначена за учителка в ениджевардарското село Зорбатово. Активно се включва в борбата на гръцките чети с българските в района на Ениджевардарското езеро, става първа помощничка на капитан Йоанис Деместихас и получава прякора Феята на Блатото. Драку снабдява Деместихас с оръжие и боеприпаси и заедно с малкия Йован в 1906 година му предава спешното съобщение от капитан Телос Агапинос от противоположния югозападен край на езерото за нападение на основната българска база край Жервохор.
Българска чета я обсажда в училището в Зорбатово, което Драку защитава сама и въпреки че е тежко ранена в лявото рамо и ухото успява да се укрие в скривалище. Българите запалват училището и се оттеглят. Четата на Деместихас, в която влизат Апостолис от Гида и Периклис Васиотакис, критянин от Александрия, вижда пожара, притичва се на помощ и успява по чудо да спаси ранената Драку.
След Зорбатово преподава в гръцкото училище в Бозец, където заменя арестуваната учителка Евталия - също видна революционна деятелка, преподавала и в Енидже Вардар. В Бозец Драку продължава да подкрепя гръцкото революционно движение в района на Ениджевардаското езеро. На 27 юни 1907 година в битка при Петрово е ранен четникът Мицос Васиотакис, също критянин от Александрия, и Драку поема грижата по лекуването му, като впоследствие двамата се женят и се установяват в Александрия, където следите им се губят.
Илектра Драку вдъхновява Пинелопи Делта за написването на „В тайните на блатото“. Поетесата Нана Конду ѝ посвещава стихотворение от стихосбирката си „Лаври на Македония“. В Зорбатово, близо до руините на училището, в 2016 година е издигнат неин бюст.